# جربیل کمپ
جربیل کمپ (نام علمی: Gerbilliscus kempi) نام یک گونه از سرده جربیل‌های پابرهنه است.